# Елеференко, Влад Алексеевич
Владислав (Влад) Алексеевич Елеференко (20 декабря 2000 года, Енакиево, Донецкая область, Украина) — украинский и российский футболист, вратарь.

## Биография
Воспитанник московского «Спартака». В 2019 году выступал в команде ПФЛ «Сатурн» Раменское, провёл один матч — вышел на позиции полевого игрока на 90-й минуте вместо полузащитника Максима Широкова в поединке против «Строгино» (3:2). Летом того же года перешел в клуб латвийской высшей лиги «Валмиера». В первое время находился в молодежном составе, но со временем он был переведен в основу. 23 августа 2020 года дебютировал в матче против «Елгавы» (2:0). По итогам сезона помог команде завоевать бронзовые медали чемпионата. В девяти встречах пропустил семь голов.
В 2023 году он перешел в «Медиалигу» в команду «Народная Команда».

## Достижения
- Бронзовый призер Чемпионата Латвии (1): 2020.

## Семья
Дядя Илья Елеференко (род. 1984) играл в любительских командах из Украины и России.